# Station Kije
Station Kije is een spoorwegstation in de Poolse plaats Kije.